# Camino Militar Osetio

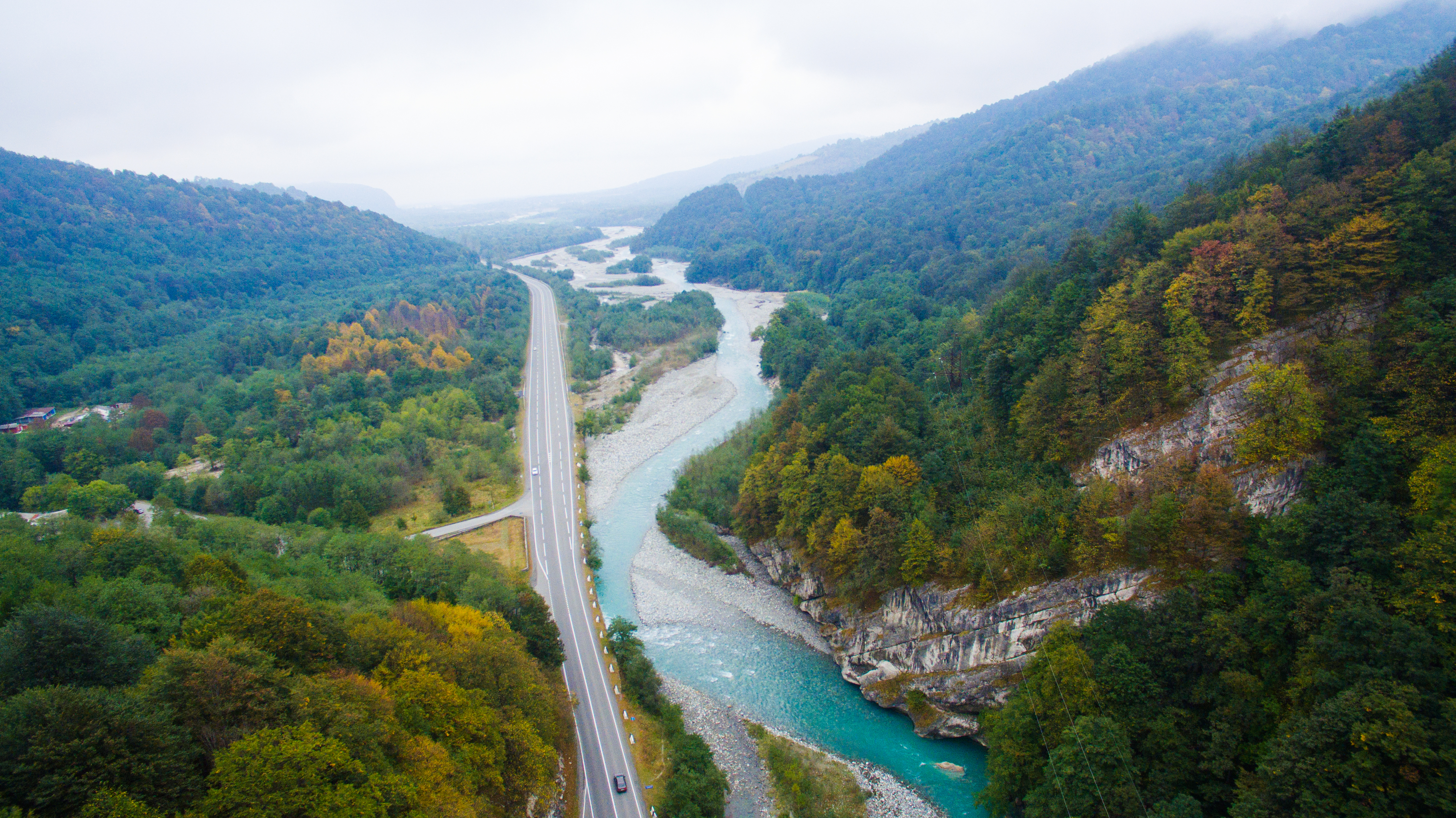
Camino Militar Osetio

El Camino Militar Osetio (en ruso: Военно-Осетинская дорога - Voenno-Osetinskaya doroga; en georgiano: ოსეთის სამხედრო გზა - Osetis samjedro gza) fue construido entre 1854 y 1889 por las autoridades de la Rusia imperial en el Cáucaso. Discurre a lo largo de los valles de los ríos Rioni y Ardón, enlazando Kutaisi, Georgia, con Alagir, Rusia, cruzando los pícos del Gran Cáucaso por el Paso de Mamisón. La ruta tiene 270 kilómetros y está casi en desuso en la actualidad, siendo sustituida por la Autopista Transcaucásica.